# Schola medica salernitana
Salernská lékařská škola (latinsky Schola medica salernitana, italsky Scuola medica salernitana) byla první samostatnou lékařskou školou v latinském prostředí středověku, proto je považována za historicky první školu univerzitního charakteru. Je spojena s rozvojem salernské univerzity, jedné z nejstarších středověkých univerzit v Evropě. Škola vznikla v jihoitalském Salernu, které mělo výhodnou geografickou polohu pro styk s arabským světem, který byl v této době kulturně bohatší a vyspělejší.
Lékařská škola se formovala při ošetřovně u kláštera založeného v 9. století, největší rozkvět zažívá mezi 10. a 13. stoletím. Ve 13. století pak nastává její postupný soumrak, především kvůli rozvoji lékařství v konkurenčním Montpellieru.

## Překladatelská činnost
Škola byla ve spojení s benediktinským klášterem v Monte Cassinu, v jehož bohaté knihovně bylo mnoho rukopisů řecké i arabské lékařské tradice. Některé řecké texty byly dostupné v latinském překladu už v raném středověku (jsou doklady o tom, klášterní knihovna v Monte Cassinu obsahovala latinskou verzi některých Galénových spisů už v 9. století). Mnohem více řeckých lékařských textů bylo ovšem dostupných v arabštině (do které byly přeloženy v 9. století v Bagdádu arabským učencem a lékařem Hunajnem ibn Isháqem).
Právě z arabských zdrojů v 11. století čerpal Konstantin Afričan, důležitý učenec, lékař a překladatel z arabštiny, který se narodil buď v Kartágu nebo na Sicílii, každopádně v oblasti pod silným arabským vlivem, a byl tedy ovlivněn jak arabskou, tak latinskou kulturou, při čemž ovládal oba jazyky. Tento učenec byl kolem roku 1065 pozván Alfanem, arcibiskupem ze Salerna, aby se připojil ke zdejší lékařské škole a pomáhal překládat z arabštiny lékařské spisy řecké a arabské tradice. Konstantin se tak stal jedním z hlavních zprostředkovatelů řecké medicíny učencům středověké Evropy.
Přeložil 37 různých spisů, z nichž můžeme uvést např.:
- Masá'il fi t-tibb Hunajna ibn Isháqa jako Isagoge Iohannitii (Iohannitius je latinizovaná podoba Hunajnova arabského jména); ta se stala na počátku 12. století na Západě standardním úvodem do galénovské medicíny[2]
- Kniha otázek o oku (také Hunajnova), kterou Konstantin přeložil jako Liber de oculis (spisek oftalmologický)[3]
- Kitab al-Maliki (tj. Královská kniha) Alího ibn Abbáse, perského lékaře z 10. století - na tomto textu nejvíce spočívá Konstantinův kompilát, který se rozšířil pod jménem Liber pantegni

## Důležité postavy salernské školy
- Konstantin Afričan
- Trotula ze Salerna
- Petr z Eboli

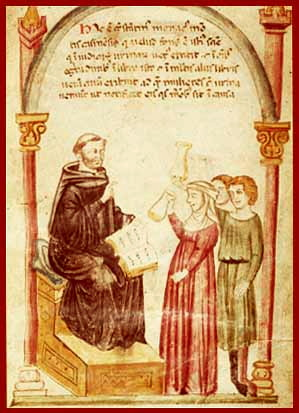
Konstantin Afričan provádí vyšetření moči pacientů.

- Jan z Procidy (Giovanni da Procida)
- Roger ze Salerna (Rogerius)

## Důležité texty salernské školy
Texty, které vznikly v prostředí salernské školy, ať už jako původní díla nebo kompilace či překlady různých cizojazyčných vzorů:
- Isagoge Iohannitii
- Viaticum
- Regimen sanitatis Salernitanum
- Liber pantegni
- Breviarium de signis, causis et curis morborum